# Zadní Zhořec
Zadní Zhořec (en allemand : Hinter Zhoretz) est une commune du district de Žďár nad Sázavou, dans la région de Vysočina, en République tchèque. Sa population s'élevait à 140 habitants en 2020.

## Géographie
Zadní Zhořec se trouve à 10 km au nord-ouest de Velké Meziříčí, à 14,5 km au sud de Žďár nad Sázavou, à 25,5 km à l'est-nord-est de Jihlava et à 131 km au sud-est de Prague.
La commune est limitée par Pavlov et Radostín nad Oslavou au nord, par Netín à l'est et au sud, par Blízkov au sud et à l'ouest, et par Černá à l'ouest.

## Histoire
La première mention écrite de la localité date de 1446.

## Transports
Par la route, Zadní Zhořec se trouve à 12,5 km de Velké Meziříčí, à 18,5 km de Žďár nad Sázavou, à 34 km de Jihlava et à 154 km de Prague.